# Yacine Diallo
Pour les articles homonymes, voir Diallo.
Yacine Diallo, né le 18 octobre 1897 dans le village de Toulél-Nouma, près de Labé (alors sous colonisation française), mort le 14 avril 1954 à Conakry, est un homme politique. Il est le premier député à représenter la Guinée à l'Assemblée nationale française.

## Biographie
Après des études supérieures à Dakar, Yacine Diallo devient enseignant, puis maître d'école. En participant à l'inspection des écoles, il parcourt la Guinée et s'intéresse aux problèmes des populations. Il fonde un parti politique affilié à la SFIO. Lors de la Seconde Guerre mondiale, Yacine Diallo participe à l'organisation de réseaux de soutien à la Résistance, en ralliant les chefs traditionnels guinéens. Son attitude durant la guerre lui vaut la médaille de la Résistance.
En novembre 1945, une Assemblée constituante est instituée en France. En Guinée, le corps électoral est constitué de deux collèges, le premier constitué des citoyens français, le deuxième formé par des Guinéens répondant à certains critères. Sont élus députés Maurice Chevance, pour le premier collège, et Yacine Diallo pour le second. En 1946, Diallo est élu à l'Assemblée nationale à la tête de la liste socialiste, et son mandat sera renouvelé jusqu'à sa mort le 14 avril 1954.